# اس‌ام یو-۵ (اتریش-مجارستان)
اس‌ام یو-۵ (اتریش-مجارستان) (به انگلیسی: SM U-5 (Austria-Hungary)) یک زیردریایی بود که طول آن ۱۰۵ فوت ۴ اینچ (۳۲٫۱۱ متر) بود. این زیردریایی در سال ۱۹۰۹ ساخته شد.